# Casablanca-Anfa
Casablanca-Anfa (en àrab عمالة مقاطعات الدار البيضاء أنفا, ʿamālat muqāṭaʿāt ad-Dār al-Bayḍāʾ Anfā; en amazic ⵜⵉⴳⵎⵉ ⵜⵓⵎⵍⵉⵍⵜ- ⴰⵏⴼⴰ) és una prefectura de la ciutat de Casablanca, dins de la Prefectura de Casablanca, a la regió de Casablanca-Settat, al Marroc. Segons el cens de 2014 tenia una població total de 454.908 persones. Comprèn els barris (arrondissements) d'Anfa, El Maârif i Sidi Belyout.

## Demografia
|              | 1994         | 2004         | 2008         |
| Anfa         | 91.970 hab.  | 95.539 hab.  | 95.954 hab.  |
| Maârif       | 179.296 hab. | 180.394 hab. | 181.177 hab. |
| Sidi Belyout | 254.456 hab. | 218.918 hab. | 219.869 hab. |
| Total        | 525.722 hab. | 494.851 hab. | 497.000 hab. |